# Abigail Garrido Tinta
Abigail Garrido Tinta   (Sant Pere de Ribes, 27 de desembre de 1961) és una mestra i política catalana, senadora al Senat espanyol des de 2024 i alcaldesa de Sant Pere de Ribes entre 2015 i 2024.
Militant del Partit dels Socialistes de Catalunya, s'inicià en el govern municipal com a regidora de l'Ajuntament de Sant Pere de Ribes l'any 1999, havent exercit des d'aquell moment diversos càrrecs amb responsabilitats de govern, durant els mandats del PSC a les diferents legislatures en què governà. Des d'aleshores, ha ocupat diversos càrrecs al govern municipal, al Consell Comarcal, i al mateix Partit dels Socialistes. Així, ocupà el càrrec de primera tinent d'alcalde i regidora de Via Pública, Educació, Participació Ciutadana i Edificis Municipals de l'Ajuntament de Sant Pere de Ribes. També ocupà la secretària de Comunicació de l'Agrupació del PSC de Sant Pere de Ribes a partir de l'any 2008, i fou secretària adjunta de Política Municipal de la Federació Alt Penedès i Garraf dels socialistes. També fou consellera de Comunicació, Participació Ciutadana i Cooperació Internacional del Consell Comarcal del Garraf. D'aquesta manera, anà perfilant-se, progressivament, per al càrrec d'alcaldessa de Sant Pere de Ribes.
Abigail Garrido va aconseguir guanyar les eleccions municipals del juny del 2015, al capdavant del PSC, i fou investida alcaldessa de Sant Pere de Ribes amb el vot dels set regidors del grup municipal del Partit dels Socialistes, que tornà a l'alcaldia dos anys després que el socialista Josep Antoni Blanco i Abad la perdés havent-la ocupat durant diverses legislatures.
El juny del 2019 Garrido revalidà el seu mandat com a alcaldessa de Sant Pere de Ribes, després d'una nova victòria socialista en les eleccions del 26 de maig del 2019, aconseguint aquesta vegada una majoria absoluta, obtenint un total de 12 regidors i regidores. Des de l'agost del 2019 Abigail Garrido també es convertí en presidenta del Consell Comarcal del Garraf. Va revalidar el càrrec a les eleccions municipals de 2023, però en va renunciar la tardor de 2024 després de ser nomenada membre del Senat d'Espanya.